# Округ Џек (Тексас)
Округ Џек (енгл. Jack County) је округ у америчкој савезној држави Тексас. По попису из 2010. године број становника је 9.044.

## Демографија
Према попису становништва из 2010. у округу је живело 9.044 становника, што је 281 (3,2%) становника више него 2000. године.
| Група             | 2000.         | 2010.         |
| Белци             | 7.468 (85,2%) | 7.289 (80,6%) |
| Афроамериканци    | 486 (5,5%)    | 340 (3,8%)    |
| Азијати           | 24 (0,3%)     | 31 (0,3%)     |
| Хиспаноамериканци | 691 (7,9%)    | 1.283 (14,2%) |
| Укупно            | 8.763         | 9.044         |